# Dinastia Konbaung
La dinastia Konbaung, també coneguda com a Tercer Imperi birmà i anteriorment conegut com a dinastia Alompra, o dinastia Alaungpaya, va ser l'última dinastia que va governar Birmània / Myanmar des de 1752 fins a 1885. Va crear el segon Imperi més gran de la Història de Birmània i va continuar les reformes administratives iniciades per la dinastia Toungoo, assentant les bases de l'estat modern de Birmània. Les reformes, però, van resultar insuficients per frenar l'avanç dels britànics, que van derrotar els birmans en les tres guerres anglo-birmanes durant un període de sis dècades (1824–1885) i van acabar amb la monarquia birmana mil·lenària el 1885.
Una dinastia expansionista, els reis de Konbaung van fer campanyes contra Manipur, Arakan, Assam, el regne Mon de Pegu i el regne siamès d'Ayutthaya i la dinastia Qing de la Xina, establint així el tercer Imperi Burmese. Subjecte a guerres i tractats posteriors amb els britànics, l'estat modern de Birmània pot seguir les seves fronteres actuals amb aquests esdeveniments.
Al llarg de la dinastia Konbaung, la capital es va traslladar diverses vegades per motius religiosos, polítics i estratègics.

## Història

### Establiment
La dinastia va ser fundada heroicament per un cap de poble, que més tard es va conèixer com a Alaungpaya, el 1752 per desafiar el restaurat Regne de Hanthawaddy que acabava d'enderrocar la dinastia Taungoo. El 1759, les forces d’Alaungpaya havien reunit tota Birmània (i Manipur) i expulsaven els francesos i els britànics que havien proporcionat armes a Hanthawaddy.

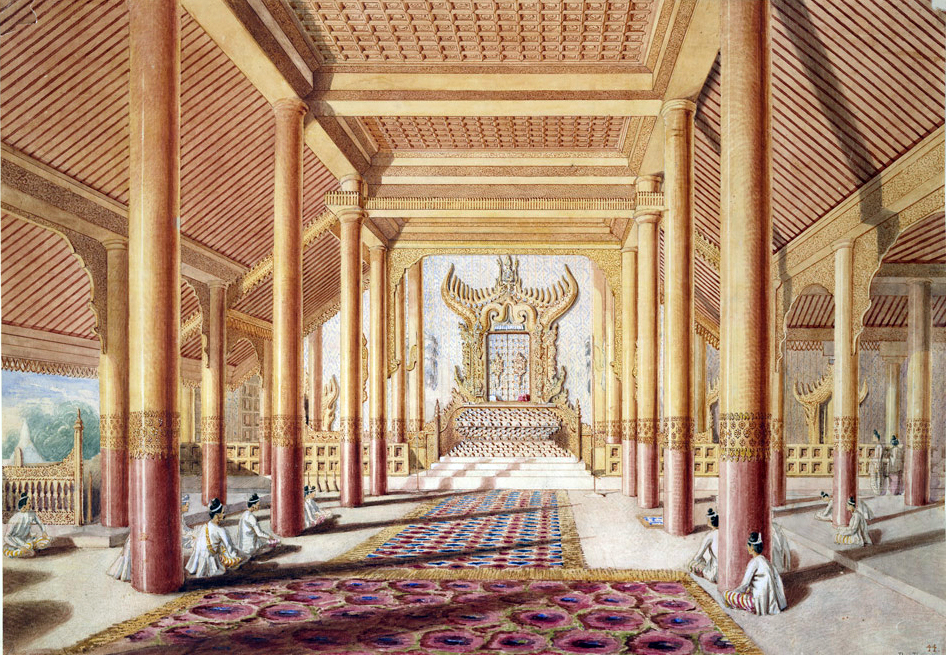
El tron del lleó a la sala del tron del palau reial d’Amarapura (pintura de Colesworthy Grant, 1855.

El segon fill d'Alaungpaya, Hsinbyushin, va arribar al tron després d'un breu regnat del seu germà gran, Naungdawgyi (1760-1763). Va continuar la política expansionista del seu pare i finalment va prendre Ayutthaya el 1767, després de set anys de lluita.

### Reformes
Adonant-se de la necessitat de modernitzar-se, els governants de Konbaung van intentar promulgar diverses reformes amb èxit limitat. El rei Mindon i el seu germà capaç, el príncep hereu Kanaung, van establir fàbriques de propietat estatal per produir armes i béns moderns; al final, aquestes fàbriques van resultar més costoses que efectives per evitar la invasió i la conquesta estrangera.
Mindon també va intentar reduir la càrrega fiscal reduint l’impost sobre la renda i va crear un impost sobre la propietat, així com drets sobre les exportacions estrangeres. Aquestes polítiques van tenir l'efecte invers d’incrementar la pressió fiscal, ja que les elits locals van aprofitar l’oportunitat de promulgar nous impostos sense baixar els antics; ho van poder fer, ja que el control des del centre era feble. A més, els drets sobre les exportacions estrangeres van sufocar el comerç en expansió.
Els reis de Konbaung van ampliar les reformes administratives iniciades en el període restaurat de la dinastia Toungoo (1599–1752), i van assolir nivells de control intern i expansió externs sense precedents. Van endurir el control a les terres baixes i van reduir els privilegis hereditaris dels caps Shan. També van instituir reformes comercials que augmentaven els ingressos del govern i els feien més previsibles. L'economia monetària va continuar guanyant terreny. El 1857, la corona va inaugurar un sistema complet d’impostos i salaris en efectiu, ajudat per la primera moneda estandarditzada de plata del país.
No obstant això, l'extensió i el ritme de les reformes van ser desiguals i, finalment, van resultar insuficients per frenar l'avanç del colonialisme britànic.

### Relacions amb Siam
El 1760, Birmània va iniciar una sèrie de guerres amb Siam que durarien fins a mitjan segle xix. El 1770, els hereus d’Alaungpaya havien derrotat temporalment Siam (1767), van sotmetre gran part de Laos (1765) i van derrotar quatre invasions per part de la dinastia Qing (1765-1769). Amb els birmans preocupats durant dues dècades més per una altra imminent invasió dels xinesos, els siamesos van recuperar els seus territoris el 1770 i van capturar Lan Na el 1776. Birmània i Siam van entrar en guerra fins al 1855, però després de dècades de guerra, els dos països van intercanviar Tenasserim (a Birmània) i Lan Na (a Siam).

### Relacions amb la Xina
En la defensa del seu regne, la dinastia va lliurar quatre guerres amb èxit contra la dinastia Qing de la Xina, que va veure l'amenaça de l'expansió del poder birmà a l'est. El 1770, malgrat la seva victòria sobre els exèrcits xinesos, el rei Hsinbyushin va demandar la pau amb la Xina i va concloure un tractat per mantenir el comerç bilateral amb el Regne Mitjà, que era molt important per a la dinastia en aquell moment. La dinastia Qing va obrir els seus mercats i va restablir el comerç amb Birmània el 1788 després de la reconciliació. A partir de llavors, les relacions pacífiques i amistoses van prevaler entre la Xina i Birmània durant molt de temps.

### Relació amb el Vietnam
El 1823, els emissaris birmans dirigidas per George Gibson, que era fill d’un mercenari anglès, van arribar a la capital vietnamita de Saigon. El rei birmà Bagyidaw tenia moltes ganes de conquerir Siam i esperava que Vietnam pogués ser un aliat útil. Aleshores Vietnam acabava d’annexionar Cambodja. L'emperador vietnamita era Minh Mạng, que acabava de prendre el tron després de la mort del seu pare, el fundador de la dinastia Nguyen Gia Long. Recentment, una delegació comercial de Vietnam ha estat a Birmània, desitjosa d’ampliar el comerç de nius d’aus (tổ yến). L'interès de Bagyidaw per enviar una missió de retorn, però, era aconseguir una aliança militar.

### Relacions amb els britànics i caiguda
Davant d'una poderosa Xina i un ressorgiment del Siam a l'est, Bodawpaya va adquirir els regnes occidentals d'Arakan (1784), Manipur (1814) i Assam (1817), cosa que va portar a una frontera mal definida amb l'Índia britànica.

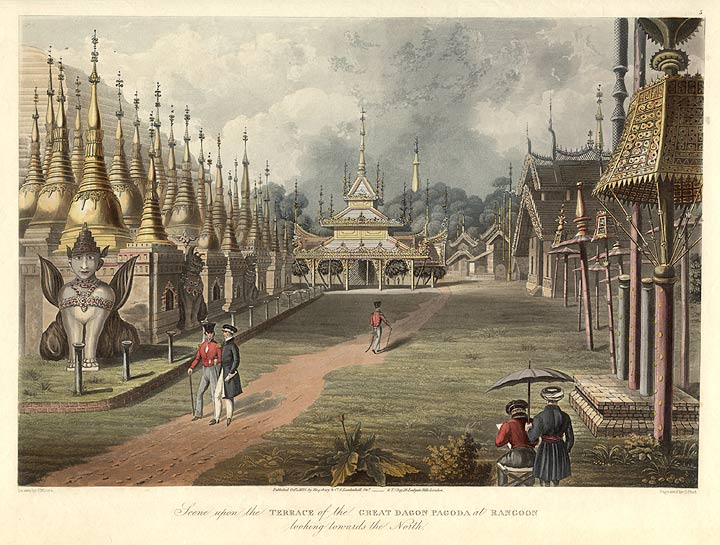
La pagoda Shwedagon durant la Primera Guerra Anglo-Birmana (1824–26)

Els europeus van començar a establir llocs comercials a la regió del delta de l'Irawady durant aquest període. Konbaung va intentar mantenir la seva independència fent equilibris entre els francesos i els britànics. Al final va fracassar, els britànics van trencar les relacions diplomàtiques el 1811 i la dinastia va lluitar i va perdre tres guerres contra l'Imperi Britànic, que van culminar amb l'annexió total de Birmània pels britànics.
Els britànics van derrotar els birmans a la Primera Guerra anglo-birmana (1824-1826) després de grans pèrdues per ambdues parts, tant en homes com econòmicament. Birmània va haver de cedir Arakan, Manipur, Assam i Tenasserim i pagar una important indemnització d’un milió de lliures.

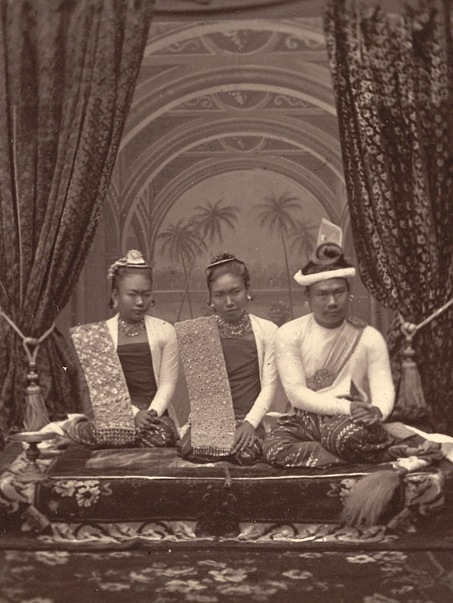
L'últim rei, Thibaw Min (dreta), aquí amb la reina Supayalat i la seva germana Junior Queen Supayalay, va ser deposat per la força en una guerra amb els colonialistes britànics el 1885.

El 1837, el germà del rei Bagyidaw Tharrawaddy Min, es va apoderar del tron, va posar Bagyidaw sota arrest domiciliari i va executar la reina principal Jo Nu i el seu germà. Tharrawaddy no va intentar millorar les relacions amb Gran Bretanya.
El seu fill Pagan Min, que es va convertir en rei el 1846, va executar milers (algunes fonts diuen fins a 6.000) dels seus súbdits més rics i influents sota càrrecs inventats. Durant el seu regnat, les relacions amb els britànics es van tornar cada cop més tenses. El 1852 va esclatar la segona guerra anglo-birmana. Pagan fou succeït pel seu germà petit, el progressista Mindon. Mindon va intentar portar Birmània a un contacte més fort amb el món exterior i va acollir el cinquè gran sínode budista el 1872 a Mandalay, aconseguint el respecte dels britànics i l'admiració del seu propi poble.
Mindon va evitar l'annexió el 1875 cedint els estats Karenni. Va morir abans que pogués nomenar un successor, i Thibaw, un príncep menor d'edat, va ser maniobrat al tron per Hsinbyumashin, una de les reines de Mindon, juntament amb la seva filla, Supayalat. (Rudyard Kipling l'esmenta com la reina de Thibaw i pren el seu nom, en el seu poema "Mandalay"). El nou rei Thibaw va procedir, sota la direcció de Supayalat, a massacrar tots els possibles candidats al tron. Aquesta massacre va ser dirigida per la reina.
La dinastia va acabar el 1885 amb l'abdicació forçada i l'exili del rei i de la família reial a l'Índia. Els britànics, alarmats per la consolidació de la Indoxina francesa, van annexionar la resta del país en la tercera guerra anglo-birmana el 1885. L'annexió es va anunciar al parlament britànic com a regal de Cap d'Any a la reina Victòria l'1 de gener de 1886.
La dinastia va acabar el 1885 amb l'abdicació forçada i l'exili del rei i de la família reial a l'Índia. Els britànics, alarmats per la consolidació de la Indoxina francesa, van annexionar la resta del país en la tercera guerra anglo-birmana el 1885. L'annexió es va anunciar al parlament britànic com a regal de Cap d'Any a la reina Victòria l'1 de gener de 1886.
Tot i que la dinastia havia conquerit grans extensions de territori, el seu poder directe es limitava a la seva capital i a les fèrtils planes de la vall de l'Irawaddy. Els governants de Konbaung van promulgar dures lleis i van tenir dificultats per combatre les rebel·lions internes. En diversos moments, els estats Shan van retre homenatge a la dinastia Konbaung, però a diferència de les terres Mon, maig van ser controlades directament pels birmans.

## Govern
La dinastia Konbaung era una monarquia absoluta. Com a la resta del sud-est asiàtic, el concepte tradicional de rei aspirava al fet que Cakravartin (monarques universals) creés el seu propi mandala o camp de poder dins de l'univers Jambudipa, juntament amb la possessió de l'elefant blanc que els permetia assumir el títol de Hsinbyushin o Hsinbyumyashin (Senyor dels elefants blancs), van tenir un paper important en els seus esforços. L’amenaça històrica de les incursions periòdiques i l’ajut de les rebel·lions internes, així com la invasió i imposició de la senyoria dels regnes veïns dels Mon, Tai Shans i Manipuris, van tenir una importància més terrenal.

### Divisions administratives
El regne es va dividir en províncies anomenades myo (မြို့). Aquestes províncies eren administrades per Myosa (မြို့စား), que eren membres de la família reial o els oficials de més alt rang dels Hluttaw. Recaptaven ingressos per al govern reial, a pagar al Shwedaik (Tresor Reial) en quotes fixes i retenien tot el que quedava. Cada myo es va subdividir en districtes anomenats Taik တိုက်), que contenia grups de pobles anomenats ywa (ရွာ).
Les províncies costaneres perifèriques del regne (Pegu, Tenasserim, Martaban i Arakan) eren administrades per un virrei anomenat Myowun, que era nomenat pel rei i posseïa poders civils, judicials, fiscals i militars. consells provincials (myoyon) amb myo saye (escribes de la ciutat), nakhandaw (receptors d'ordres reials), sitke (caps de guerra), htaunghmu (carceller), ayatgaung (cap del barri) i dagahmu (cap de les portes). Cada província estava dividida en districtes anomenats myo, dirigidas cadascun per un myo ok (si es designava), o per un myo thugyi (si l'oficina era hereditària). El virrei de Pegu va ser ajudat per diversos funcionaris addicionals, incloent-hi un akhunwun (oficial d'ingressos), akaukwun (recaptador de duanes) i un yewun (conservador del port).
Els feus afluents perifèrics a les vores del regne eren autònoms a la pràctica i administrats nominalment pel rei. Incloïen els regnes de parla tai (que es van convertir en els estats Shan durant el domini britànic), els regnes de Palaung, Kachin i Manipuri. Els prínceps tributaris d'aquests regnes van prometre regularment fidelitat i oferir tribut als reis de Konbaung (mitjançant rituals anomenats gadaw pwedaw) i se'ls va concedir privilegis reials i es va designar sawbwa (de Shan saopha, 'senyor del cel') En particular, les famílies de Shan sawbwa es casaven regularment amb l'aristocràcia birmana i tenien un contacte estret amb el tribunal de Konbaung.

### Agències reials
El govern era administrat centralment per diverses agències reials consultives, seguint un patró establert durant la dinastia Taungoo.
El Hluttaw (birmà: တ်တေ) il·luminat. "lloc reial", Consell d'Estat) exercia funcions legislatives, ministerials i judicials, administrant el govern reial com ho delegava el rei. Les sessions a Hluttaw es feien durant 6 hores diàries, de 6 a 9 del matí i de migdia a 3 de la tarda. Llistat per rang, l'Hluttaw estava compost per:
- Cap del Consell: el rei, el seu hereu aparent o un príncep d’alt rang que presidia l’Hluttaw com a cap nominal.[24]
- Wunshindaw (Primer ministre) - va exercir com a ministre en cap de la Hluttaw, una oficina creada durant el regnat de Mindon Min i, sobretot, servida pel Kinwun Mingyi U Kaung[24][25][26]
- Quatre Wungyi administraven conjuntament la cartera administrativa de Hluttaw i compartia la responsabilitat conjunta de l'administració del regne.[22][27]
  - Quatre Wundauk - van exercir com a diputats dels Wungyi
- Myinzugyi Wun il·luminat. "Ministre dels regiments de cavalleria") - com a màxima posició de l'exèrcit regular, supervisava el Tatmadaw.[28]
- Athi Wun (il·luminat. "Ministre de l'Athi "): responsable d'assignar els recursos laborals del corvée i la mobilització dels plebeus contribuents, anomenats athi, durant la guerra[22][28]

El Byedaik (il·luminat. "Bachelor Chambers", amb Bye provinent de Mon blai ("solter") va exercir com a Consell Privat gestionant els assumptes interns de la cort i també va servir com a interlocutor entre el rei i altres agències reials. El Byedaik consistia en:
- Vuit Atwinwun ("Ministre de l'Interior"): comunicava al rei els assumptes comercials de l'Hluttaw, administrava transaccions internes d'assumptes generals relacionats amb la cort reial.[29]
- Thandawzin ("Herald") - duia a terme tasques de secretaria i assistia a les audiències del rei per prendre nota de les ordres del rei i enviar-les a Hluttaw per a la seva inscripció.[30]
- Simihtunhmu (il·luminat): mantenia una llista de totes les persones que dormien al palau[31]
- Hteindeinyanhmu ("cuidadors de nomenaments reials"): feien tasques menors com ara el manteniment del mobiliari del palau, les cortines i altres cites.[32]

El Shwedaik era el Tresor Reial i, com a tal, era el dipòsit de metalls preciosos i tresors de l’Estat. A més, els Shwedaik van conservar els arxius de l'estat i van mantenir diversos registres, incloent genealogies detallades de funcionaris hereditaris i informes del cens. El Shwedaik estava compost per:
- Shwedaik Wun - canceller de l'erari[32]
- Shwedaik Saw - Governador del Tresor[32]
- Shwedaik Kyat - Superintendent[32]
- Shwedaik Saye - Secretari del Tresor[32]
- Shwedaik Thawkaing - Clau del Guardià de la Tresoreria[32]

### Servei real

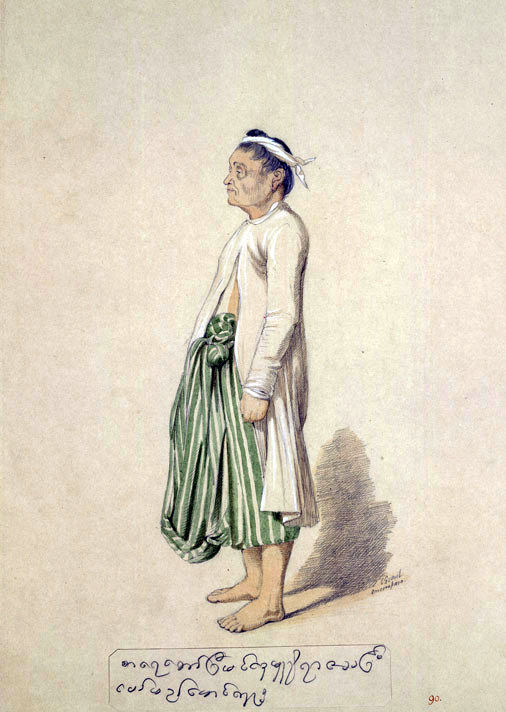
A royal scribe, 1855

Cada agència reial incloïa una gran comitiva de funcionaris de nivell mitjà i baix responsables dels assumptes quotidians. Aquests van incloure:
- Nakhandaw: encarregat de transmetre comunicacions cap al rei i Hluttaw.[34] També va servir com a intermediari entre les agències reials i entre rei i ministres.[33] Recollir, ordenar, interpretar informes, llegir proclames en reunions oficials, transmetre ordres als consells provincials.[33]
- Sayedawgyi (grans secretaris): van fer treballs en l’àmbit executiu i investigacions preliminars per a judicis[34]
  - Saye  (empleats)
- Ameindawgyi (escriptors de grans ordres): van preparar i va emetre ordres reials després de fer els passos preliminars necessaris.[34]
- Athonsaye (empleats d’obres): supervisava la construcció i reparacions de tots els edificis públics[34]
- Ahmadawye (registradors d'ordres): ordres redactades i cartes que emetrà Hluttaw[34]
- Awayyauk  (arribades llunyanes): va rebre i llegir cartes que venien de distància abans de ser enviades als ministres[34]
- Thandawgan -oficials cerimonials que van rebre cartes en nom del rei[35]

i 3 classes d'oficials cerimonials:
1. Letsaungsaye  (empleats de regals): llegiu llistes d'ofrenes fetes al rei en les funcions reials[35]
2. Yonzaw (mestre de cerimònies): funcions reals concertades i audiències del rei[35]
3. Thissadawge (registradors de grans juraments): administrava juraments de fidelitat a aquells que entraven al servei reial[35]

### Cort reial

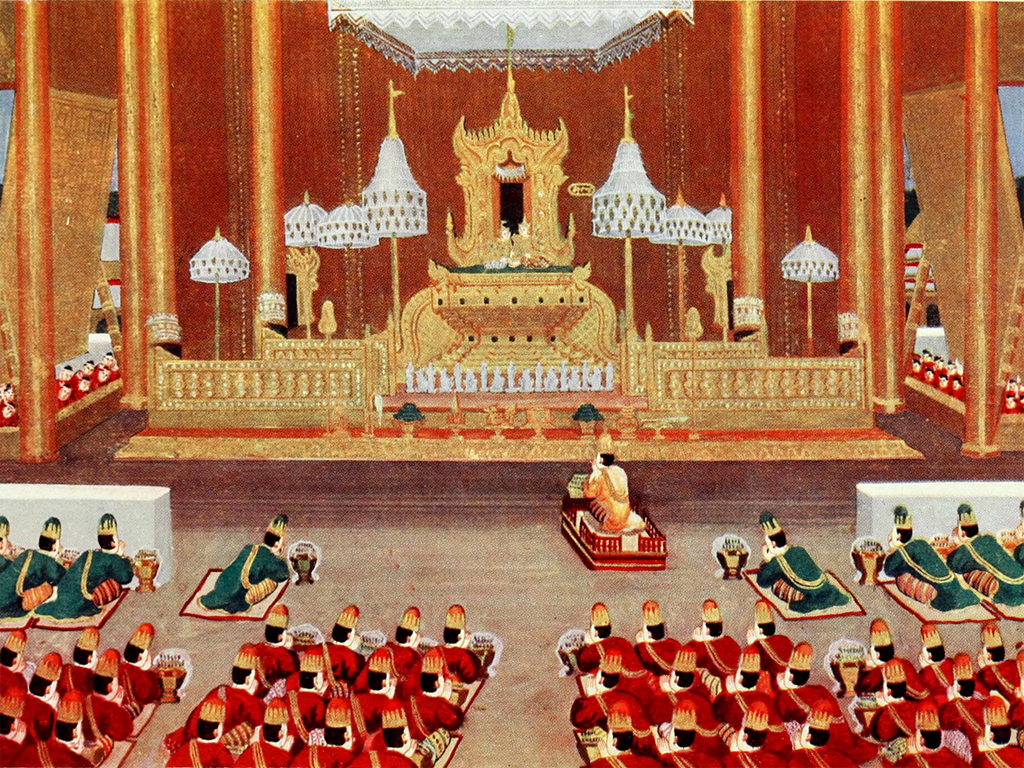
"Royal Audience", una pintura tradicional de Saya Chone

La societat Konbaung es va centrar en el rei, que va prendre moltes dones i va engendrar nombrosos fills, creant una extensa família reial que formava la base de poder de la dinastia i competia per la influència a la cort reial. També plantejava problemes de successió alhora que sovint acabaven en massacres reials.
El Lawka Byuha Kyan, també conegut com Inyon Sadan, és la primera obra existent sobre protocols i costums judicials birmans. L'obra va ser escrita per Inyon Wungyi Thiri Uzana, també coneguda com a Inyon Ywaza, durant el regnat d'Alaungpaya, el fundador de la dinastia Konbaung.
La vida de la cort real a la dinastia Konbaung consistia tant en rituals i cerimònies codificades com en aquelles que es van innovar amb la progressió de la dinastia. Moltes cerimònies es van compondre d’idees hindús localitzades i adaptades a les tradicions existents, tant d’origen birmà com budista. Aquests rituals també es van utilitzar per legitimar el govern dels reis birmans, ja que els monarques Konbaung reclamaven la descendència de Maha Sammata a través del clan Sakyan (del qual Siddharta Gautama era membre) i la dinastia de Vidjaya. La vida a la cort reial estava estretament regulada. Eunucs supervisaven les dones de la casa i dels apartaments reials. Les reines i concubines inferiors no podien residir als edificis principals del palau.

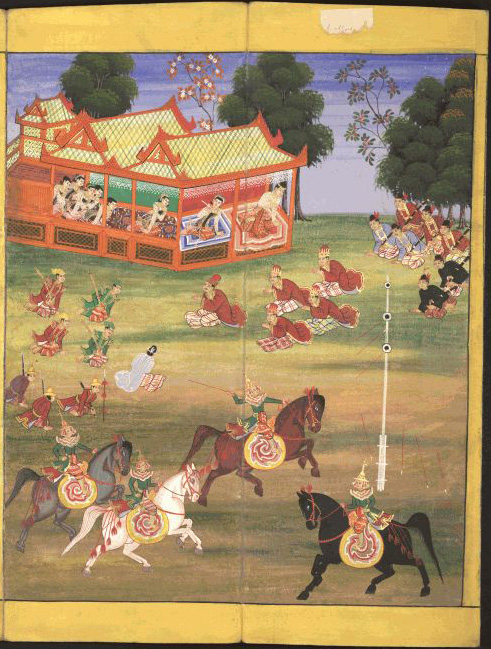
El rei i la reina observaven una cerimònia en la qual participaven genets a cavall. D’un parabeik del (llibre d’imatges)

Els bramans, generalment coneguts com ponna en birmà, van servir d'especialistes en cerimònies rituals, astrologia i ritus devocionals a les divinitats hindús a la cort de Konbaung. Van tenir un paper essencial en els rituals de coronació de reis, en les cerimònies de consagració i ablució anomenades abhiseka. Els bramans de la Cort (parohita) estaven ben incrustats en la vida quotidiana de la cort, assessorant i consultant el rei sobre diversos assumptes. Una jerarquia social entre els bramans va determinar els seus respectius deures i funcions. Els astròlegs bramans, anomenats huya s'encarregaven de determinar els càlculs astrològics, com ara determinar el moment propici per a la fundació d’una nova capital, un nou palau, una pagoda o l’ocupació de la residència reial, anunciar una cita, sortir d’un lloc, visitar una pagoda o iniciar una campanya militar. També van establir el calendari religiós, van preparar l'almanac, van calcular els propers eclipsis de sol i de lluna, va identificar els dies festius més importants en funció del cicle lunar i va comunicar dates i hores propicis. Un grup especial de bramans que realitzaven rituals abhiseka també van ser seleccionats com a pyinnya shi, i nomenaven consellers reials.

### Rituals reials
També es van organitzar actes fastuosos al voltant de les cerimònies de vida dels membres de la família reial. Els bramans van presidir moltes d'aquestes cerimònies, inclosa la construcció d'una nova capital reial; consagració del nou palau, cerimònia de llaurat reial; les cerimònies de nomenament, primera alimentació d’arròs i bressol; els rituals de la unció del cap abhiseka i la participació del rei en les celebracions de l'Any Nou birmà (Thingyan). Durant el Thingyan, un grup de vuit bramans escampava aigua beneïda per un grup de vuit monjos budistes, a tot el recinte del palau, al Hluttaw, diverses corts, les principals portes de la ciutat i els 4 cantons de la capital. El rei va assistir a moltes de les cerimònies relacionades amb membres de la família reial, des de cerimònies de bressol a cerimònies avorrides, des de matrimonis fins a funerals.
Els edificis específics del palau reial van servir de seu per a diverses cerimònies de vida. Per exemple, el Gran Saló de l'Audiència va ser el lloc on els joves prínceps van ser sotmesos a la cerimònia de la majoria d'edat shinbyu i van ser ordenats com a monjos novells. Aquest era també el lloc on els joves prínceps tenien cerimoniosament els cabells lligats en un nus superior. Elaborades festes d'Any Nou birmanes van tenir lloc al Hmannandawgyi (Palau dels Miralls): el tercer dia de l'Any Nou, el rei i la reina en cap van participar en arròs de Thingyan, arròs cuit submergit en aigua freda i perfumada, asseguts al seu tron. També es feien representacions musicals i dramàtiques i altres festes en aquest complex.

#### Cerimònies de consagració (abhiseka)

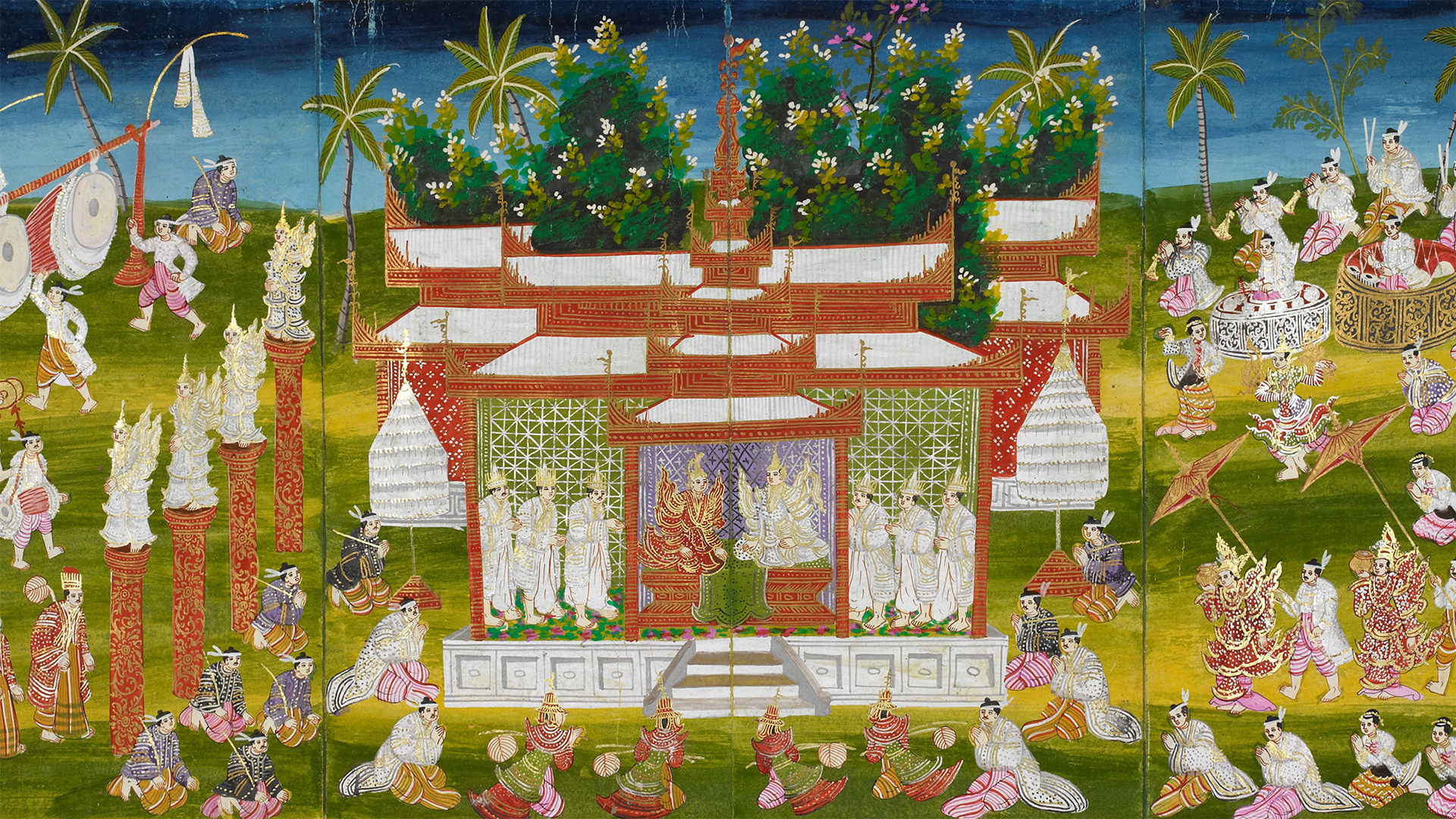
Una aquarel·la del realitzada per pintors reials representa una cerimònia dabhiseka de Konbaung. El rei i la reina estan asseguts respectivament al pavelló, envoltats per una comitiva de brahmans.

Les funcions judicials més significatives del regnat d'un rei eren l'abhiseka o rituals consagradors, celebrats en diverses èpoques al llarg del regnat d'un rei, per reforçar el seu lloc com a patró de la religió (Sasana) i la justícia. Tots els rituals d'Abhiseka consistien a abocar aigua d'un caragol sobre el cap del candidat (generalment el del rei), indicant-li què havia de fer o no per l'amor del seu poble i li advertia que, si no complia, podia patir certes misèries. Els rituals d'ablució eren responsabilitat d'un grup de vuit bramans d'elit qualificats exclusivament per realitzar el ritual. Havien de romandre castos abans de la cerimònia. Un altre grup de bramans era responsable de la consagració del príncep hereu.
Hi va haver 14 tipus de cerimònies d'abhiseka en total:
1. Rājabhiseka - coronació del rei
2. Muddhabhiseka - vot formal del rei de treballar per a la propagació del Sasana (els ensenyaments del Buda); celebrat cinc anys després de l'adhesió[49][46]
3. Uparājabhiseka - instal·lació del príncep hereu[49]
4. Mahesābhiseka - coronació de la reina principal[49]
5. Mangalabhiseka - celebrada per celebrar la possessió d'elefants blancs[49]
6. Siriyabhiseka - celebrada per renovar la glòria del rei, celebrada ocasionalment[49]
7. Āyudighabhiseka - celebrat per guanyar longevitat, celebrat ocasionalment[49]
8. Jayabhiseka - celebrada per assegurar la victòria i l'èxit en la guerra[49]
9. Mahābhiseka - celebrada per augmentar la prosperitat econòmica, celebrada set anys després de l’adhesió[49]
10. Sakalabhiseka - celebrada per garantir la pau al regne[49]
11. Vijayabhiseka - sostingut per conquerir enemics[46]
12. Mandabhiseka (Manda beittheit) - celebrat per casar el candidat amb una reina de llinatge reial.[50]
13. Singabhiseka (Thenga beittheit) - es va celebrar per tornar a obligar un rei a complir les lleis, amb la qual cosa es confereixen plens poders per al govern i l'administració del país[50]

#### Coronació
Rajabhiseka - La coronació del rei, que estava presidida per bramans, era el ritual més important de la cort reial. La cerimònia se celebrava normalment al mes birmà de Kason, però no necessàriament tenia lloc durant el començament d'un regnat. El Sasanalinkaya afirma que Bodawphaya, igual que el seu pare, va ser coronat només després d'establir el control sobre l'administració del regne i purificar les institucions religioses. Les característiques més importants d'aquest ritual eren: la recollida de l'aigua de la unció; el bany cerimonial; la unció; i el jurament del rei.
Es feien elaborats preparatius precisament per a aquesta cerimònia. Tres pavellons cerimonials (Sihasana o Lion Throne; Gajasana o Elephant Throne; i el Marasana o Peacock Throne) es van construir en una parcel·la específicament designada (anomenada "jardí del paó") per a aquesta ocasió. També es van fer ofrenes a les divinitats i es van cantar parites budistes. Especialment designades, generalment filles de dignataris, inclosos els comerciants i els bramans, tenien la tasca de procurar aigua d'unció a la meitat d'un riu. L'aigua es col·locava als respectius pavellons.
En un moment propici, el rei es vestia amb el vestit d'un Brama i la reina amb el d'una reina de devaloka. La parella era escortada als pavellons en processó, acompanyada d'un cavall blanc o un elefant blanc. El rei, primer es banyava el cos al pavelló Morasana, després el cap al pavelló Gajasana. Després entrava al pavelló de Sihasana per assumir el seu seient al tron de la coronació, dissenyat per assemblar-se a una flor de lotus florida, feta de fusta de figuera i full d'or aplicat. Uns bramans li lliuraven els cinc articles de coronació (Min Myauk Taza):
1. Paraigües blancs (hti byu)[59]
2. Corona, en forma de tocat amb cresta (magaik)[59]
3. Ceptre (thanlyet)[59]
4. Sandàlies (che nin)[59]
5. Matamosques, fet de cua de iac (thamyi yat)[59]

Al seu tron, vuit princeses ungien el rei abocant-li aigua sobre el cap, utilitzant cadascuna una caragola enlluernada de gemmes blanques que l’acompanyaven solemnement amb fórmules per governar amb justícia. Uns bramans alçaven un paraigua blanc sobre el cap del rei. Aquesta unció era repetida per vuit bramans de sang pura i vuit comerciants. Després, el rei repetia les paraules atribuïdes a Buda en néixer: "Sóc el més important de tot el món! Sóc el més excel·lent de tot el món! Sóc inigualable a tot el món "i va fer invocació abocant aigua d'una font daurada. El ritual va acabar amb el refugi del rei a les Tres Joies.
Com a part de la coronació, els presos eren alliberats. El rei i el seu seguici tornaven al Palau i els pavellons cerimonials eren desmantellats i llançats al riu. Set dies després de la cerimònia, el rei i els membres de la família reial feien una processó inaugural, donant voltes al fossat de la ciutat sobre una gabarra estatal daurada, enmig de música festiva i espectadors.

#### Instal·lació del príncep hereu
Uparājabhiseka - La instal·lació de l'Uparaja (príncep hereu), a la birmana Einshe Min era un dels rituals més importants del regnat del rei. La cerimònia d’instal·lació tenia lloc al Byedaik (Consell Privat). El príncep hereu era investit, rebia apanatges i insígnies i se li concedien multitud de regals. El rei també nomenava formalment una comitiva de personal de la llar per supervisar els assumptes públics i privats del príncep. Posteriorment, el príncep hereu desfilava cap al seu nou palau, amb un compromís amb el seu nou rang. S'iniciaven els preparatius per a un casament reial amb una princesa, especialment preparada per convertir-se en la nova consort del rei.

#### Alimentació del primer betel
Kun U Khun Mingala - La cerimònia de l'alimentació del primer Betel se celebrava uns 75 dies després del naixement d'un príncep o princesa per reforçar la salut, la prosperitat i la bellesa del nadó. La cerimònia consistia en l'alimentació de betel, barrejat amb càmfora i altres ingredients. Un funcionari nomenat organitzava els rituals anteriors a la cerimònia. Aquests rituals incloïen un conjunt específic d’ofrenes a Buda, esperits indígenes (yokkaso, akathaso, bhummaso, etc.), Guardians de la Sasana, i els pares i avis del nen, tots ells disposats a la cambra de l'infant. Es feien ofrenes addicionals als Cent Fi, un grup de 100 esperits siamesos dirigidas per Nandi, personificada per una figura bramana feta amb herba kusa, a la qual alimentaven cerimoniosament amb boles d’arròs cuit amb la mà esquerra.

#### Cerimònia de nomenament
Nāmakarana: La cerimònia de nomenament tenia lloc cent dies després del naixement d’un príncep o princesa. També s'oferia menjar per als dignataris i artistes assistents. El nom del nadó estava inscrit en una placa d'or o en una fulla de palma. La nit abans de la cerimònia, se celebrava un pwe per als assistents. A la matinada de la cerimònia, els monjos budistes pronunciaven un sermó a la cort. Després, a l'apartament de la reina principal, l'infant estava assegut en un divan amb la reina principal, amb els assistents respectius de la cort reial asseguts segons el rang. Un ministre de l'Interior presidia llavors les ofrenes cerimonials. Feta a la Triple Joia, l'11 Deva encapçalada per Thagyamin, 9 deïtats hindús, indígenes NAT, i els 100 Fi. Després es recitava una oració protectora. Després de l'oració, un pyinnyashi preparava i "alimentava" Nandi. En el moment propici calculat pels astròlegs, l’herald reial llegia el nom de l’infant tres vegades. Després, un altre herald real recitava un inventari dels regals oferts pels dignataris assistents. A la cloenda de la cerimònia, se celebrava una festa, amb els assistents alimentats en l'ordre de precedència. Les ofrenes a Buda eren traslladades a les pagodes i a Nandi, als sacrificis bramans.

#### Cerimònia real de llaurar

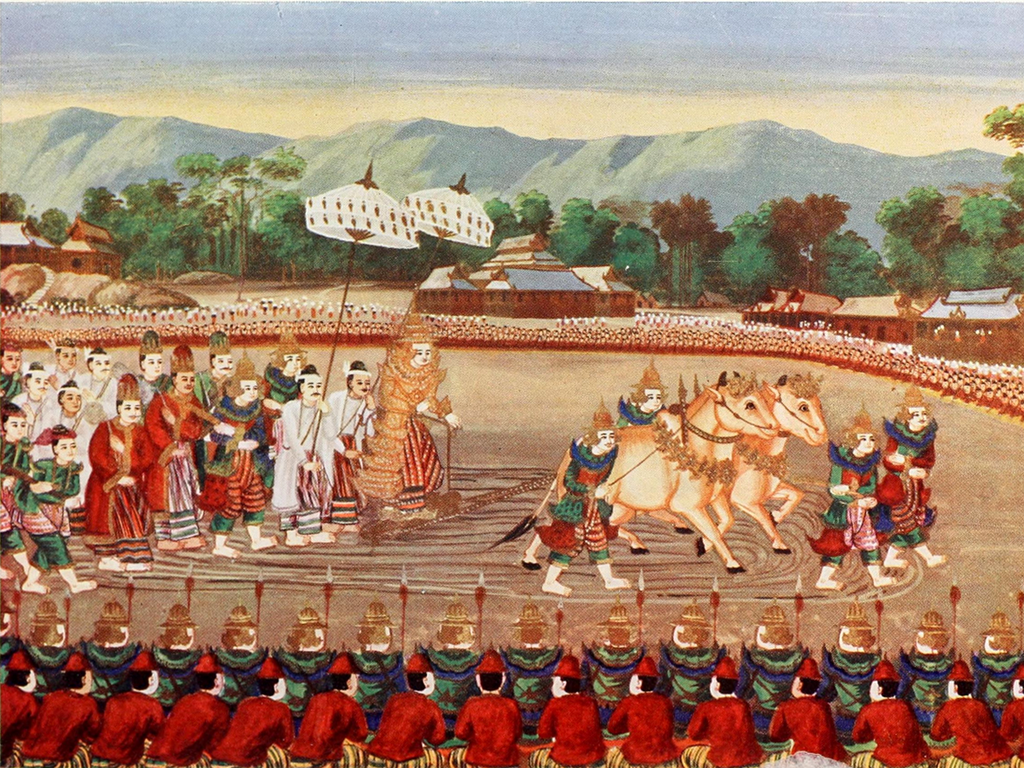
Una representació de la cerimònia de llaurat reial de Saya Chone, pintora a la cort reial

Lehtun Mingala - La cerimònia de llaurar reial era un festival anual de trencament de terres amb arades als camps reials a l'est de la capital reial, per assegurar les pluges suficients durant l'any propiciant el Moekhaung Nat, que es creia que controlava la pluja. La cerimònia estava tradicionalment lligada a un esdeveniment de la vida de Siddharta Gautama. Durant l'arada reial dels camps del rei Suddhodana, el petit Buda s'aixecava, s'asseia amb les cames creuades i començava a meditar sota l'ombra d'un Syzygium jambos.
La cerimònia se celebrava a principis de juny, al descans del monsó sud-oest. Per a la cerimònia, el rei, vestit amb túniques estatals (un pas amb l'emblema del paó (daungyut) un llarg capó de seda o túnica incrustada amb joies, una corona d’agulla (tharaphu) i 24 cordes de salwe a través del pit, i una placa d’or o frontell al front) i el públic feia una processó fins a la leya (camps reials). Al ledawgyi, un terreny especialment designat, s'unien bous blancs de llet a les arades reials cobertes amb fulles d'or, que estaven preparats per a llaurar pels ministres, els prínceps i els reis. Els bous estaven decorats amb bandes daurades i carmesines, regnes cobertes de robins i diamants i pesades borles d'or penjades de les banyes daurades. El rei iniciava l'arada i compartia aquest deure entre ell, els ministres i els prínceps. Després de completar l'arada cerimonial del ledawgyi, es feien festes a tota la capital reial.

#### Cerimònia de rentat de cap
A Thingyan i al final del vassa, el cap del rei es rentava cerimoniosament amb aigua de Gaungsay Gyun entre Martaban i Mawlamyaing, prop de la desembocadura del riu Salween. Després de la Segona Guerra Anglo-Birmana (que va provocar que Gaungsay Gyun caigués sota la possessió britànica), es va adquirir aigua purificada del riu Irrawaddy. Aquesta cerimònia també va precedir les cerimònies de casament, tocats i matrimoni de la família reial.

#### Cerimònia d’obediència
La cerimònia d'obediència era una gran cerimònia celebrada tres vegades l'any al Gran Saló de l'Audiència on els prínceps tributaris i els cortesans tributaven, rendien homenatge al seu benefactor, el rei Konbaung, i juraven la seva fidelitat a la monarquia. La cerimònia es feia 3 vegades a l'any:
1. Hnit Thit Gadaw[81] - Inici de l’any nou birmà (abril)[47]
2. Wa-win Gadaw[81] - Començament de la Quaresma budista (juny o juliol) - requeria l'assistència de prínceps, ministres i funcionaris de la ciutat[47]
3. Wa-gyut Gadaw[81] - Fi de la Quaresma budista (octubre) - requeria l’assistència de governadors provincials i prínceps tributaris (sawbwa)[47]

Durant aquesta cerimònia, el rei estava assegut al tron del lleó, juntament amb la reina principal, a la seva dreta. El príncep hereu estava assegut immediatament davant del tron en un seient semblant a un bressol, seguit dels prínceps de la sang (min nyi min tha). Constituïen l'audiència cortesans i dignataris dels estats vassalls, asseguts segons el rang, coneguts en birmà com Neya Nga Thwe:
1. Taw Neya;[82]
2. Du Neya[82]
3. Sani;[82]
4. Atwin Bawaw[82]
5. Apyin Bawaw[82]

Allà, el públic obeïa al monarca i renovava la seva fidelitat No es permetia veure a les dones, excepte la reina principal, durant aquestes cerimònies. Les reines menors, les dones dels ministres i altres funcionaris estaven assegudes en una habitació darrere del tron: les reines estaven assegudes al centre dins de la barana que envoltava la graderia, mentre que les esposes dels ministres i d'altres seien a l'espai buit.

#### Culte als avantpassats
Al llarg de la dinastia Konbaung, la família reial realitzava ritus ancestrals per honorar els seus avantpassats immediats. Aquests ritus es realitzaven tres vegades l'any al Zetawunsaung (Jetavana Hall o "Sala de la Victòria"), que allotjava el Tron de l'Oca, immediatament anterior a la cerimònia d’obediència. En una plataforma en una habitació a l'oest del saló, el rei i els membres de la família reial respectaven les imatges de monarques i consorts de la dinastia Konbaung. També es feien ofrenes a les imatges i oracions de Pali d’un llibre d’odes. Les imatges, de 6 a 24 polzades (150 a 610 mm) alçada, estaven fets d'or massís. Les imatges només es feien per als reis de Konbaung a la seva mort (si moria al tron) o per a les reines de Konbaung (si moria mentre el seu consort estava al tron), però no d'un rei que moria després de la deposició o d'una reina que moria i sobrevivia al seu marit. Els elements utilitzats pel personatge mort (per exemple, espasa, llança, caixa de betel) es conservaven juntament amb la imatge associada. Després de la conquesta britànica de l'alta Birmania, 11 imatges van caure en mans del superintendent a la residència del governador, a Bengala, on es van fondre.

#### Exèquies

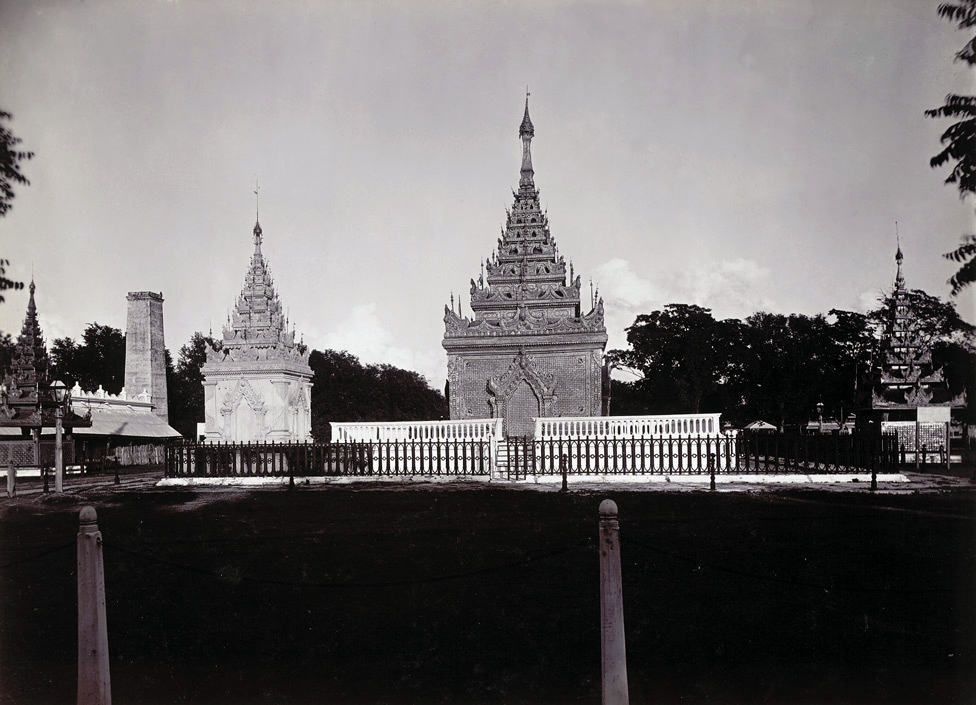
La tomba del rei Mindon als terrenys del palau de Mandalay el 1903

Quan moria un rei, el seu paraigua blanc reial es trencava i es colpejava el gran tambor i el gong del campanar del palau (a la porta oriental del palau). Era costum que els membres de la família reial, inclòs el rei, fossin incinerats: les seves cendres es posaven en una bossa de vellut i es llançaven al riu. El rei Mindon Min va ser el primer a trencar la tradició; les seves restes no van ser incinerades, sinó que van ser enterrades intactes, segons els seus desitjos, al lloc on ara hi ha la tomba. Abans del seu enterrament, el cos del rei Mindon va ser posat davant del seu tron al Hmannandawgyi (Palau dels Miralls).

#### Sacrifici fonamental
El sacrifici fonamental va ser una pràctica birmana mitjançant la qual les víctimes humanes conegudes com myosade eren sacrificades cerimonialment per la inhumació durant la fundació d’una capital reial, per propiciar i apaivagar els esperits guardians. per garantir la inexpugnabilitat de la capital. Les víctimes morien esclafades sota un pal de teca massis erigit a prop de cada porta d'entrada i als quatre cantons de les muralles de la ciutat, per fer la ciutat segura i inexpugnable. Tot i que aquesta pràctica contradeia els principis fonamentals del budisme, estava en consonància amb les creences animistes imperants, que dictaven que els esperits de les persones que patien morts violentes esdevenien nats (esperits) i protectors i possessius dels seus llocs de mort. Els llocs preferits per a aquestes execucions eren els racons de la ciutat i les portes, els punts de defensa més vulnerables.
Els monarques Konbaung van prescriure antics precedents i tradicions per fundar la nova ciutat reial. Els bramans tenien la tasca de planificar aquestes cerimònies de sacrifici i determinar el dia propici segons els càlculs astrològics i els signes dels individus més adequats per al sacrifici. Normalment, les víctimes eren seleccionades entre un ventall de classes socials o eren detingudes desafortunadament contra la seva voluntat durant el dia del sacrifici. Les dones en les últimes etapes de l'embaràs eren les preferides, ja que el sacrifici produiria dos esperits guardians en lloc d'un.
Aquests sacrificis van tenir lloc a la fundació d'Innwa el 1676 i poden haver tingut lloc a la fundació de Mandalay el 1857. Els oficials de la cort reial de l'època van afirmar que a la tradició es prescindia del tot, amb flors i fruita oferides en lloc de víctimes humanes. Les cròniques i registres contemporanis birmans només fan esment de grans pots d'oli enterrats als llocs identificats, que, per tradició, havia de determinar si els esperits continuarien protegint la ciutat (és a dir, sempre que l'oli es mantingués intacte, els esperits complien el seu deure). The Burman de Shwe Yoe descriu 52 homes, dones i nens enterrats, amb 3 enterrats sota el pal a prop de cadascuna de les dotze portes de les muralles de la ciutat, una a cada cantonada d'aquests murs, una a cada cantonada de l'estacada de teca, una sota cadascuna de les quatre entrades al Palau i quatre sota el Tron del Lleó. L'informe anual de Taw Sein Ko de 1902-03 per al Servei Arqueològic de l'Índia només esmenta quatre víctimes enterrades a les cantonades de les muralles.

#### Rituals devocionals

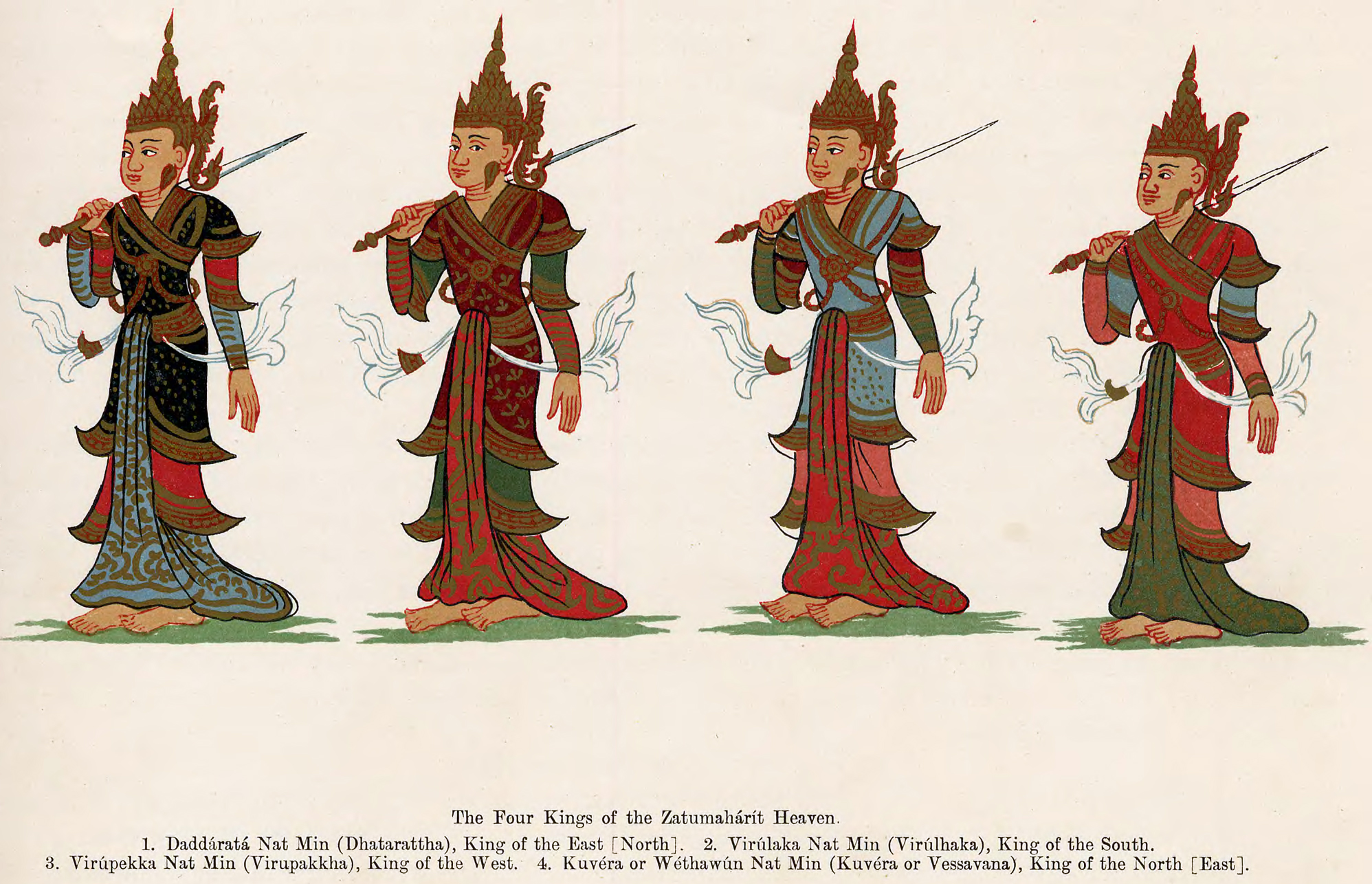
Els guardians de les quatre direccions cardinals (Lokapala) en representació birmana

Els bramans de la cort de Konbaung realitzaven regularment una gran varietat de grans rituals devocionals als esperits indígenes (nat) i a les divinitats hindús. Els següents eren els cultes devocionals més importants:
- Ganeixa (Maha Peinne en birmà): durant el mes birmà de Nadaw (novembre a desembre), se celebrava un festival per a Ganeixa, el déu de la prudència i la bona política. El gra que es collia per primera vegada dels camps reials era enviat al temple de Buda Mahamuni com a ofrena a Ganesha, en tres enormes contenidors en forma de búfala, bou i gamba, en els quals es col·locaven respectivament l'arròs, el mill i el mill de fulles.[89] Ganeixa, muntat sobre un paó, era col·locat en una processó cerimonial i portat al rei, que després de retre homenatge, repartia peces de plata i roba entre els pobres.[89][90] Ganeixa ocupava un lloc destacat en les cerimònies reials, sobretot perquè era considerat una deïtat guardiana dels elefants.[91] Durant el regnat de Bodawpaya es van establir ofrenes a Ganeixa, realitzades al mes birmà de Tazaungmon.[92]
- Phaya Ko Zu (il·luminat. "Nou deïtats"): es tractava d'un ritu devocional realitzat per Khettara Brahmins. Les deïtats referides eren budistes: Buda i els 8 arahats, o no budistes: 5 deïtats hindús, incloses Candi i Ganesha, i 4 nats).[93]
- Skanda (Sakanta or Sakanta Tattika) - El rei Bodawpaya va reformar la processó cerimonial anual per honorar Ganeixa per honorar Skanda, el déu de la guerra (i fill de Xiva i Candi), seguint els consells d'un braman de Benarés.[94][95] Aquesta processó es va celebrar al mes birmà de Tabaung.[92] Skanda estava estretament relacionada amb una deïtat anomenada Citrabali-mara (Cittarapali-mar [a]), ambdues relacionades amb els rituals esmentats a Rajamattan, una referència estàndard per a les cerimònies a la cort reial compilades durant el regnat de Bodawphaya.[92]
- Deïtats hindús: Candi (Canni), Indra (Thagyamin), Xiva, Vixnu, Asura i els 4 Lokapala - Aquestes deïtats es van col·locar en llocs específics, a les entrades de la ciutat capital, al palau reial o en temples, per evitar mals[94]
- Altres esperits (nat): Planetes, Cel, Sol, Lluna, Hon (l'esperit del foc)[92][96]

## Societat i cultura

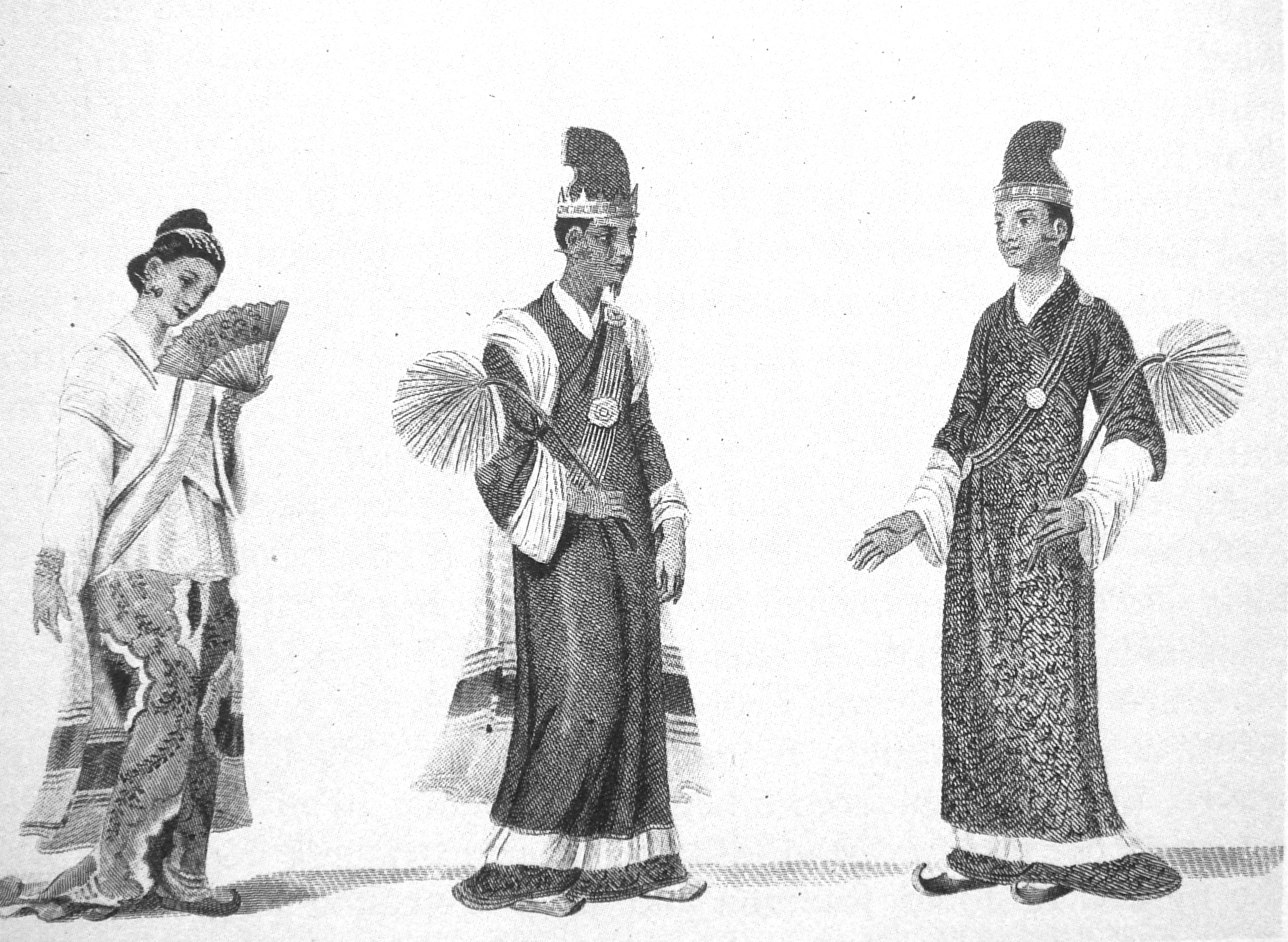
Funcionaris judicials birmans el 1795

### Classes socials
Durant la dinastia Konbaung, la societat birmana estava molt estratificada. Basada en els quatre varna hindús, la societat Konbaung es va dividir en quatre classes socials generals per descendència:
1. Governants o kxatriyes[97]
2. Ritualistes o bramans[97]
3. Comerciants o vaïxyes[97]
4. Comuns o Xudres[97]

La societat també distingia entre els lliures i els esclaus, que eren persones endeutades o presoners de guerra (inclosos els de campanyes militars a Arakan, Ayuthaya i Manipur), però que podien pertànyer a una de les quatre classes. També hi havia distinció entre contribuents i no contribuents. Els plebeus que pagaven impostos eren anomenats athi, mentre que les persones que no pagaven impostos, generalment afiliades a la cort reial o sota servei governamental, es deien ahmuhtan.
Fora de les posicions hereditàries, hi havia dos camins principals per influir: la incorporació a l'exèrcit i unir-se a la Sangha budista als monestirs.

### Lleis sumptuàries
Les lleis sumptuàries anomenades yazagaing dictaven la vida i el consum dels súbdits birmans al regne de Konbaung, des de l'estil de la casa fins a la roba adequada a la posició social, des de les regulacions sobre cerimònies funeràries i el taüt que s'utilitzaven fins a l’ús de diverses formes de parlar basades en el rang. i estatus social. En particular, les lleis suntuàries a la capital reial eren extremadament estrictes i tenien un caràcter més elaborat.
Per exemple, les lleis sumptuàries prohibien als súbdits birmans ordinaris la construcció de cases de pedra o maó i dictaven el nombre de nivells sobre el sostre ornamental (anomenat pyatthat) que es permetia per sobre de la residència: el Gran Saló de l'Audiència del palau reial i les quatre portes principals de la capital, així com els monestirs, es van permetre 9 nivells, mentre que els dels prínceps tributaris més poderosos (sawbwa) se'ls va permetre 7, com a màxim.
Les lleis sumptuàries ordenaven cinc tipus de funerals i ritus concedits a cadascun: el rei, els membres de la família reial, els titulars d’oficines ministerials, els comerciants i els que posseïen títols i els camperols (que no rebien ritus a la mort).
Es van observar acuradament les normes sumptuàries sobre vestimenta i ornamentació. Els dissenys amb la insígnia del paó estaven estrictament reservats a la família reial i les jaquetes de cua llarga fins a el maluc i els abrics estaven reservats als funcionaris. Les sandàlies de vellut eren usats exclusivament per reials. tobilles d'or eren usades només pels nens reials. Els membres de la família reial i les dones dels ministres només podien portar tela de seda, brocada amb flors d'or i plata i figures d'animals. L'ornament amb joies i pedres precioses estava regulat de la mateixa manera. L'ús de hinthapada, es regulava amb un colorant Vermelló de cinabri.

### Demografia

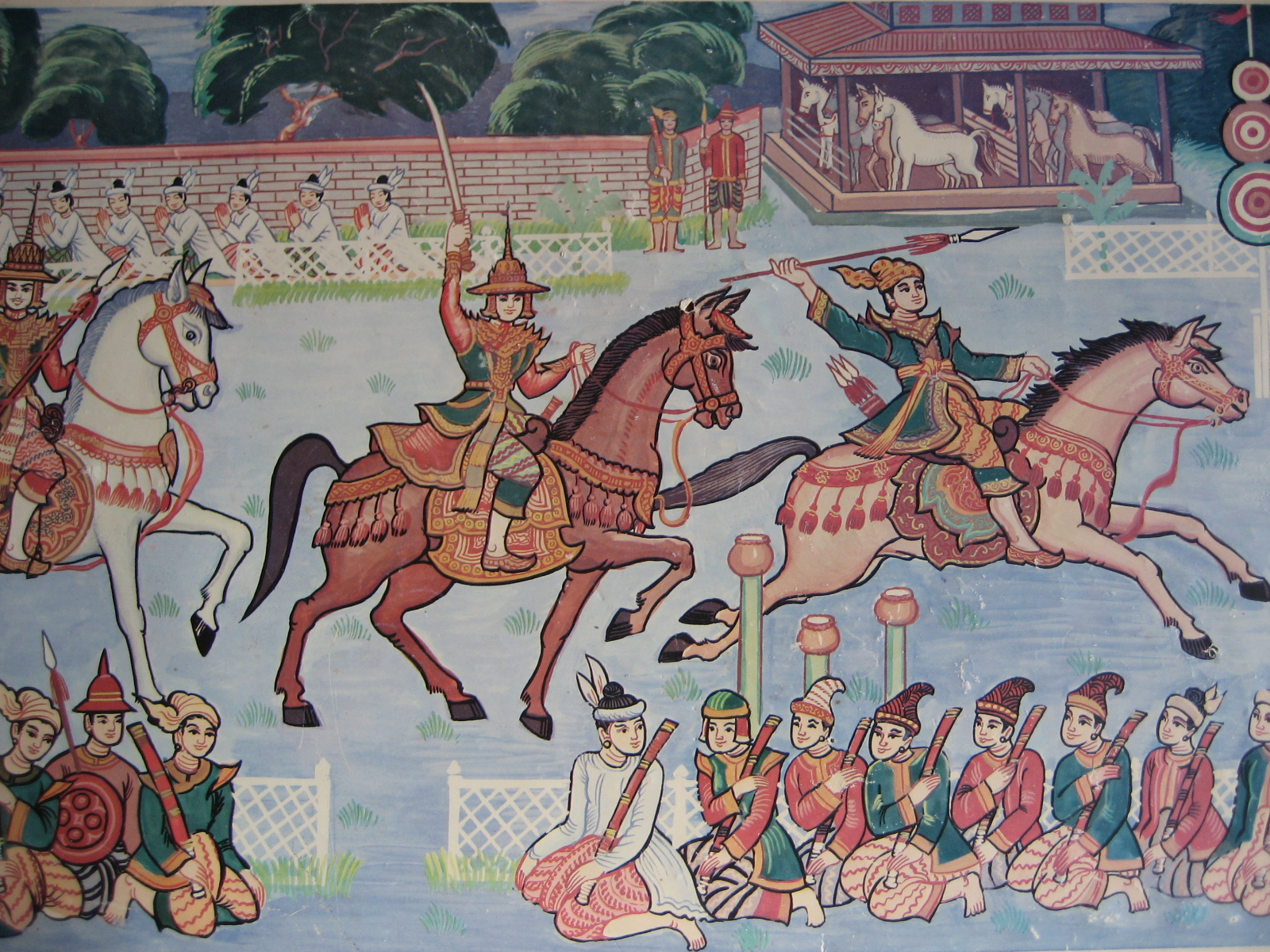
Era Konbaung Myinkhin Thabin

Al llarg de la dinastia Konbaung, la integració cultural va continuar. Per primera vegada en la història, la llengua i la cultura birmanes van predominar tota la vall d'Irrawaddy, amb la llengua i l'ètnia mon completament eclipsades el 1830. Els principats Shan més propers van adoptar més normes de les terres baixes.

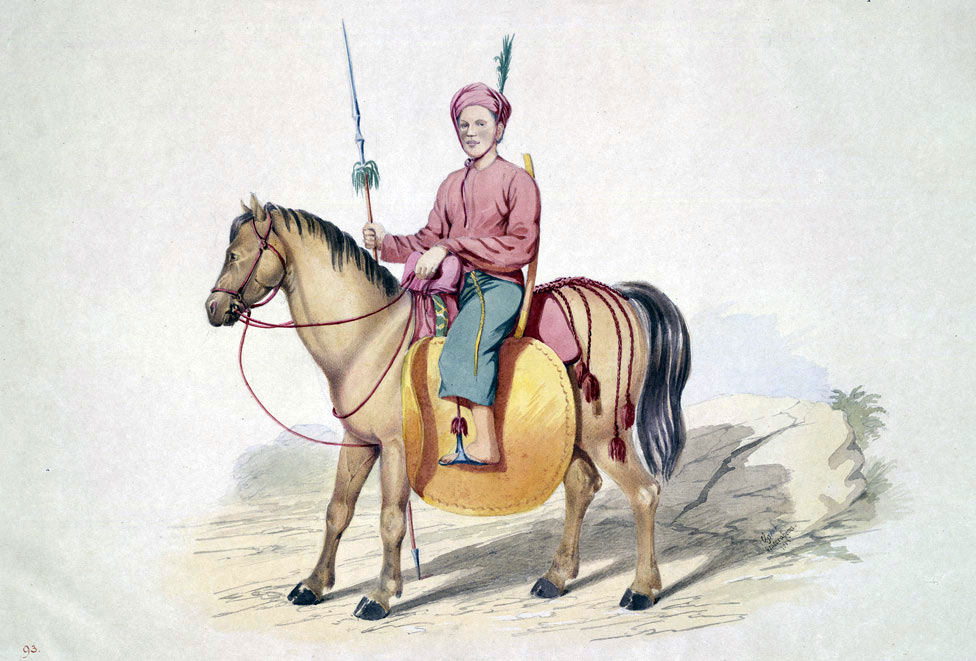
Una aquarel·la d’un cavaller Kathe de Manipur de 1855

Captius de diverses campanyes militars de centenars i milers van ser retornats al regne i reassentats com a servents hereditaris de la reialesa i la noblesa o dedicats a pagodes i temples; aquests captius van afegir nous coneixements i habilitats a la societat birmana i van enriquir la cultura birmana. Se'ls va animar a casar-se amb la comunitat d'acollida, enriquint així la reserva de gens també. Captius de Manipur van formar la cavalleria anomenada Kathè myindat (cavall Cassay) i també Kathè a hmyauk tat (artilleria Cassay) a l'exèrcit reial birman. Fins i tot els soldats francesos capturats, dirigidas pel cavaller Milard, van ser obligats a entrar a l'exèrcit birmà. Les tropes franceses incorporades amb els seus canons i mosquets van tenir un paper clau en les batalles posteriors entre els birmans i els mons. Es van convertir en un cos d’elit, que havia de tenir un paper en les batalles birmanes contra els siamesos (atacs i captura d'Ayutthaya del 1760 al 1765) i els manxú (batalles contra els exèrcits xinesos de l'emperador Qianlong del 1766 al 1769). Els eunucs musulmans d'Arakan també van servir al tribunal de Konbaung.
Una petita comunitat d’estudiosos, missioners i comerciants estrangers també vivia a la societat Konbaung. A més de mercenaris i aventurers que havien ofert els seus serveis des de l'arribada dels portuguesos al segle xvi, alguns europeus van servir de dames d'espera a l'última reina Supayalat a Mandalay, un missioner establert una escola a la qual van assistir diversos fills de Mindon, inclosos el darrer rei Thibaw i un armeni que havien servit com a ministre del rei a Amarapura.
Entre els no- birmans més visibles de la cort reial hi havia els bramans. Normalment es van originar en una de les quatre configuracions regionals:
- Manipur - adquirit amb la conquesta de Manipur; potser de Bengala, ja que Manipur va ser hinduitzada pels bramans bengalís a la dècada del 1700[114]
- Arakan - adquirit amb la conquesta d'Arakan el 1785 pel fill del rei Bodawpaya, Thado Minsaw[114]
- Sagaing: línies de bramans establertes durant molt de temps a les corts reials de Birmània i Mon, que remuntaven els seus orígens al Sri Ksetra del segle IX o al Sagaing del segle XIV.[114]
- Benares: bramans indis de Benares que van arribar a la part alta de Birmània entre finals del segle xvii i principis del 1800.[115]

### Literatura i arts
L'evolució i el creixement de la literatura i el teatre birmans van continuar, ajudat per una taxa d’alfabetització masculina d’adults extremadament alta per a l’època (la meitat dels homes i el 5% de les dones). Observadors estrangers, com Michael Symes, van remarcar l'alfabetització generalitzada entre els plebeus, des de camperols fins a pescadors.
Els captius siamesos van partir d'Ayutthaya com a part de la guerra birmana-siamesa (1765-67) i van tenir una influència excessiva en el teatre i la dansa tradicionals birmanes. El 1789, una comissió reial birmana formada per prínceps i ministres fou acusada de traduir dramas siamesos i javanesos del tailandès al birman. Amb l’ajut d’artistes siamesos capturats d’Ayutthaya el 1767, la comissió va adaptar dues èpoques importants del tailandès al birmà: el siamès Ramayana i l’Enao, la versió siamesa dels contes javanès Panji als birmans Yama Zattaw i Enaung Zattaw. Un ball siamès clàssic, anomenat Yodaya Aka (lit. Dansa d’estil Ayutthaya) es considera una de les danses tradicionals birmanes més delicades.

### Arquitectura

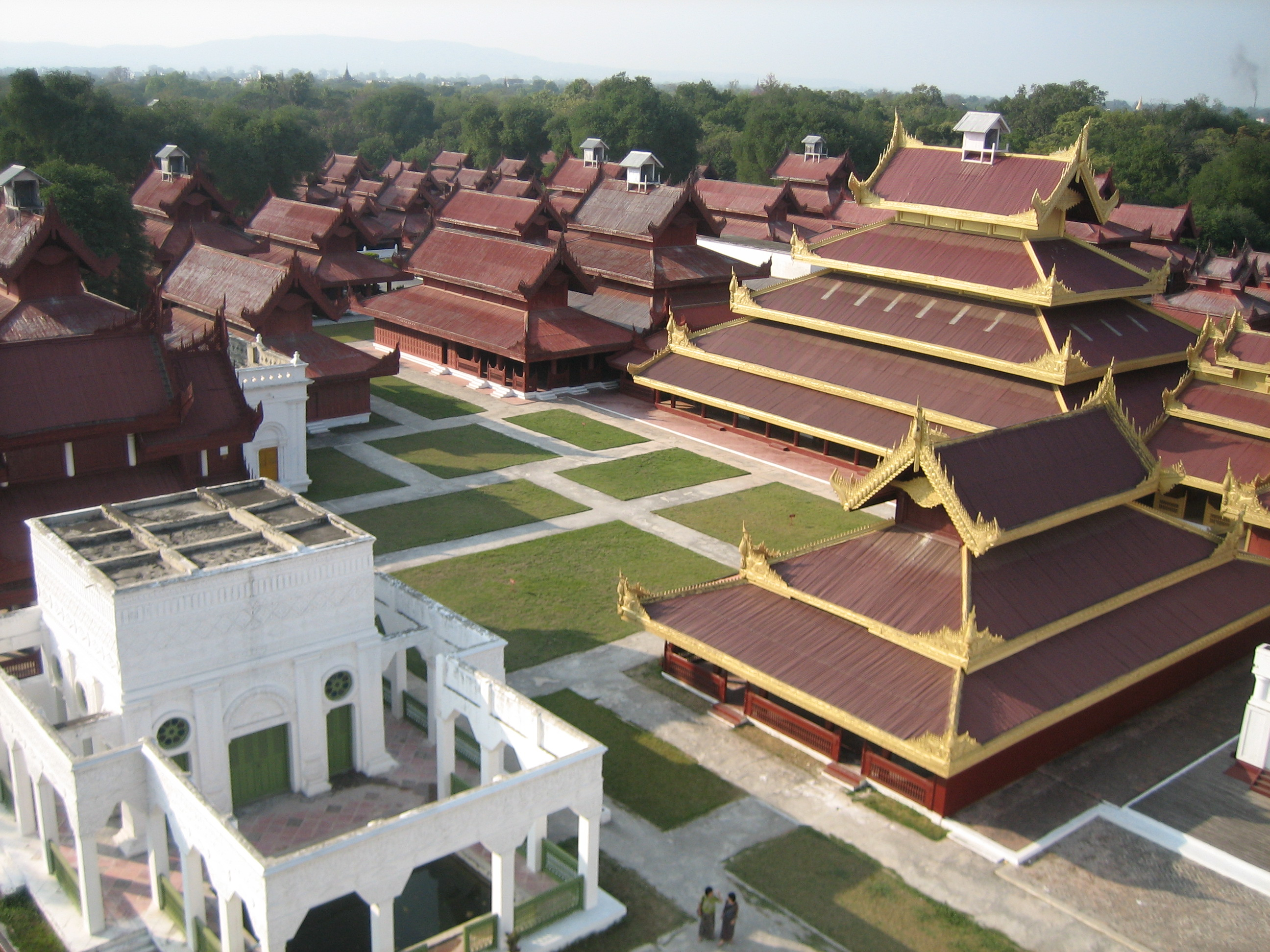
El palau reial de Mandalay

### Religió
Les elits monàstiques i laiques al voltant dels reis de Konbaung, particularment del regnat de Bodawpaya, també van iniciar una important reforma de la vida intel·lectual birmana i de l'organització i la pràctica monàstica coneguda com la Reforma del Sudhamma. Va conduir, entre altres coses, a les primeres històries estatals adequades de Birmània.

## Governants
| Núm | Títol       | Significat literal             | Llinatge                   | Regnat    | Notes |
| --- | ----------- | ------------------------------ | -------------------------- | --------- | --- |
| 1   | Alaungpaya  | Futur rei Buda                 | cap de poble               | 1752–1760 | fundador de la dinastia i del Tercer Imperi birmà, va envair Ayutthaya |
| 2   | Naungdawgyi | Reial germà gran               | fill                       | 1760–1763 | va envair Ayutthaya amb el seu pare |
| 3   | Hsinbyushin | Senyor de l'elefant blanc      | germà                      | 1763–1776 | va envair i va saquejar Ayutthaya, va envair Chiang Mai i Laos, va envair Manipur, va rebutjar amb èxit 4 invasions xineses                                                                     |
| 4   | Singu       | El rei Singu                   | fill                       | 1776–1781 | |
| 5   | Phaungka    | Germà petit (Lord of Phaungka) | cosí (fill de Naungdawgyi) | 1782      | el regnat més curt de la història de Konbaung de poc més d’una setmana |
| 6   | Bodawpaya   | Avi Reial Senyor               | oncle (fill d’Alaungpaya)  | 1782–1819 | va envair i va annexionar Arakan, va envair Ayutthaya |
| 7   | Bagyidaw    | Tió Reial Vell                 | nét                        | 1819–1837 | va envair Ayutthaya amb el seu avi, va envair Assam i Manipur, derrotat a la Primera Guerra Anglo-Birmana                                                                                       |
| 8   | Tharrawaddy | El rei Tharrawaddy             | germà                      | 1837–1846 | va lluitar a la Primera Guerra Anglo-Birmana com a príncep de Tharrawaddy |
| 9   | Pagà        | El rei pagà                    | fill                       | 1846–1853 | enderrocat per Mindon després de la seva derrota a la Segona Guerra Anglo-Birmana |
| 10  | Mindon      | El rei Mindon                  | mig germà                  | 1853–1878 | demandat per la pau amb els britànics; Va tenir una fuita molt estreta en una rebel·lió de palau per part de dos dels seus fills, però el seu germà el príncep hereu Ka Naung va ser assassinat |
| 11  | Thibaw      | El rei Thibaw                  | fill                       | 1878–1885 | l'últim rei de Birmània, obligat a abdicar i exiliat a l'Índia després de la seva derrota a la Tercera Guerra Anglo-Birmana                                                                     |

Nota: Naungdawgyi era el germà gran de Hsinbyushin i Bodawpaya que era l'avi de Bagyidaw que era l'oncle gran de Mindon. Eren coneguts per la posteritat per aquests noms, tot i que els títols formals de la seva coronació per costum eren llargs a Pali; Mintayagyi paya (Lord Great King) era l'equivalent de Vostra / Sa Majestat, mentre que Hpondawgyi paya (Lord Great Glory) seria utilitzat per la família reial